# 納希爾內 (羅夫諾州)
50°30′18″N 26°4′56″E / 50.50500°N 26.08222°E
納希爾内（烏克蘭語：Нагірне），是烏克蘭西北部的村莊，隸屬里夫內州的杜布諾區。該村面積1.26平方公里，海拔高度233米，2001年人口224，人口密度每平方公里177.8人。